# Omega Ophiuchi
Omega Ophiuchi (9 Ophiuchi) é uma estrela na direção da constelação de Ophiuchus. Possui uma ascensão reta de 16h 32m 08.19s e uma declinação de −21° 27′ 59.3″. Sua magnitude aparente é igual a 4.45. Considerando sua distância de 175 anos-luz em relação à Terra, sua magnitude absoluta é igual a 0.80. Pertence à classe espectral Ap. É uma estrela variável α² Canum Venaticorum.